# Informatielogistiek
Informatielogistiek (IL) is de logistiek van informatiestromen binnen of tussen organisaties. 

## Definitie van informatielogistiek
- informatielogistiek (IL) is het management, de controle en optimalisatie van informatieverwerkende processen met betrekking tot tijd (doorlooptijd en capaciteit), opslag, distributie en presentatie zodat het maximaal bijdraagt aan bedrijfsresultaten in harmonie met de kosten.

## Het doel van informatielogistiek
- Het doel van informatielogistiek is het leveren van het juiste informatieproduct, bestaande uit de juiste informatie-elementen, het juiste formaat, op het juiste moment, voor de juiste gebruiker, op een klantgedreven manier.
- Zodra dit doel is bereikt, is de kenniswerker voorzien van de juiste informatie voor de uitvoer van zijn/haar taak, wat voor verbeterde interacties zorgt met de klanten.

Met andere woorden de logistiek van de informatie gaat over het verlenen van:
- het juiste informatie product
- op het juiste tijd stip
- in de juiste indeling / hoge kwaliteit
- voor de beoogde ontvanger
- op de juiste locatie

Methoden voor het bereiken van de doelstelling zijn:
- de analyse van de informatie-behoefte
- intelligente gegevens opslag
- de optimalisatie van de informatie stroom
- technische en organisatorische flexibiliteit veiligstellen of behouden

Uitdrukking is afkomstig van de Indiase mathematicus en bibliothecaris S. R. Ranganathan.

Het leveren van een product is onderdeel van de discipline Logistiek. Het doel binnen deze discipline is als volgt beschreven:
Logistiek is de leer van het plannen en het effectief en efficiënt uitvoeren van bevoorrading. De hedendaagse logistiek richt zich op de organisatie, planning, besturing en uitvoering van goederenstromen, geldstromen, informatiestromen en mensenstromen

Het product waar informatielogistiek zich op richt is informatie. Onder informatie (van Latijn informare: "vormgeven, vormen, instrueren") verstaat men in algemene zin alles wat kennis of bepaaldheid toevoegt en zodoende onwetendheid of onbepaaldheid vermindert. In striktere zin wordt wel gesteld dat pas van informatie gesproken kan worden als die voor mensen interpreteerbaar is. Het interpreteren en integreren van deze informatie resulteert in kennis. 

Deze definities verklaren waar het in de informatielogistiek om gaat. Het leveren van informatie die voor de kenniswerker binnen de juiste context bruikbaar is voor het nemen van de juiste beslissingen.